# Loxoconcha granulata
Loxoconcha granulata är en kräftdjursart som beskrevs av Georg Ossian Sars. Loxoconcha granulata ingår i släktet Loxoconcha och familjen Loxoconchidae. Inga underarter finns listade i Catalogue of Life.